# Blot-Tulka

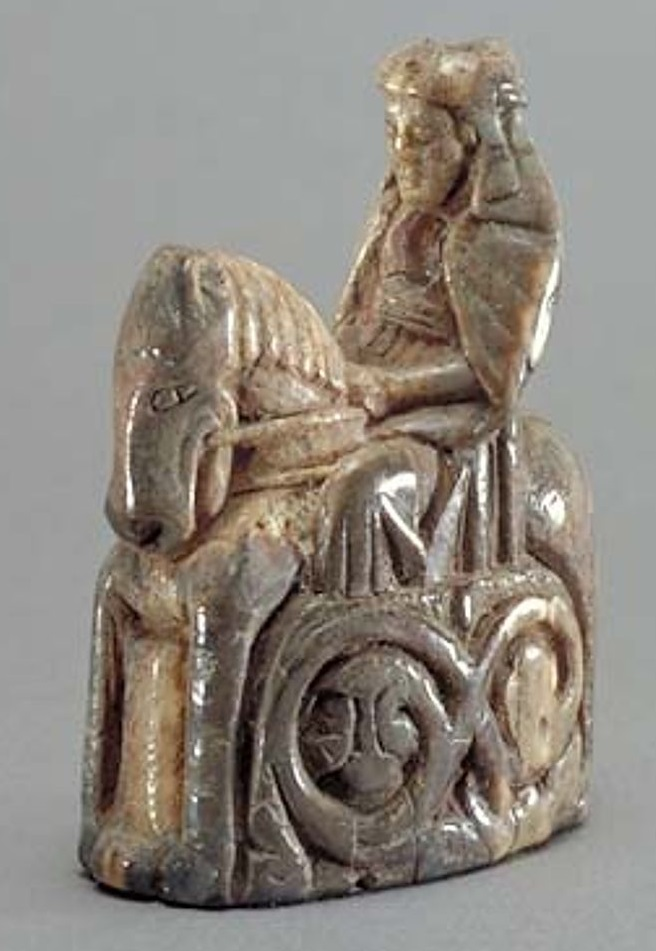
Dobové švédské vyobrazení královny jako šachové figurky.

Blot-Tulka nebo také Blotstulka je postava známá z legend jako manželka švédského krále Blot-Svena, který zřejmě vládl v letech 1084–1087.
Toto jméno je ženským ekvivalentem jména jejího manželka. Blot-Sven lze přeložit jako Sven Obětovač, kdežto Blot-Tulka jako Obětovačka. O Blot-Tulce se toho příliš říci nedá. Mohla být matkou domnělého Svenova syna Erika Årsälla. Sven byl zabit v roce 1087, ale nejsou zprávy, že by při té příležitosti byla zavražděna nějaká žena. Vše, co ní víme, je založeno na legendách, nic faktického o jejím životě není známo.